# Cryoturris quadrilineata
Cryoturris quadrilineata är en snäckart som först beskrevs av C. B. Adams 1850.  Cryoturris quadrilineata ingår i släktet Cryoturris och familjen kägelsnäckor. Inga underarter finns listade i Catalogue of Life.